# Hardy Fischötter

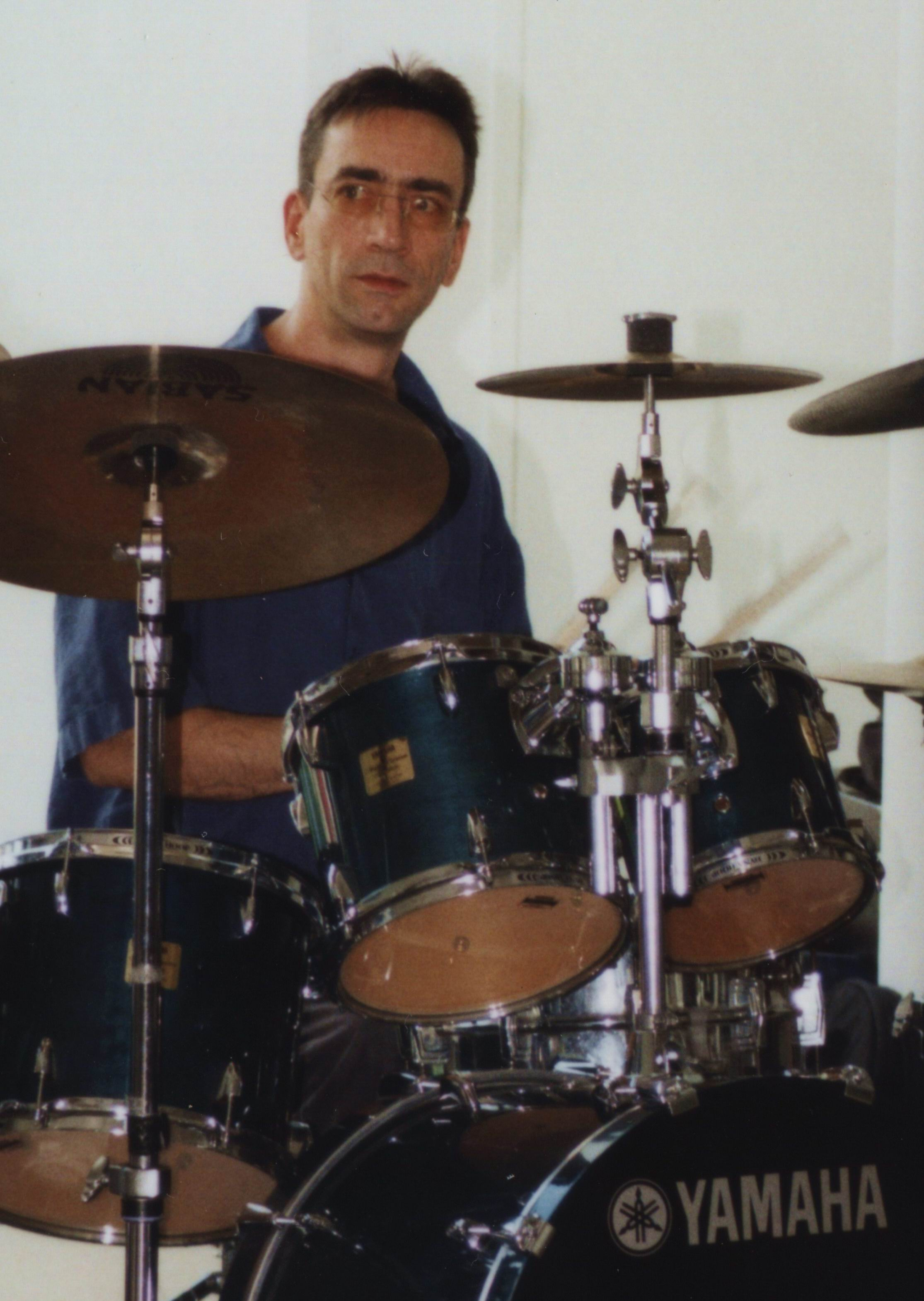
Hardy Fischötter (Saarbrücken 2002)

Hardy Fischötter (* 12. April 1961 in Leonberg) ist ein deutscher Schlagzeuger.

## Werdegang
Fischötter studierte von 1984 bis 1988 an der Hochschule für Musik Köln bei Peter Giger und setzte seine Studien dann bis 1989 am Konservatorium in Arnheim bei Rene Creemers fort. 
1988 holte ihn Hinrich Franck in seine „Franck Band“, an deren Einspielungen er beteiligt ist, Mit dieser Gruppe trat er auch auf dem Festival International de Jazz de Montréal und dem Moers Festival auf. Von 1989 bis 2013 war er Mitglied der Band von Susan Weinert. Mit Silvia Droste spielte er auf dem North Sea Jazz Festival. Weiterhin arbeitete er mit Gunter Hampel, Charlie Mariano, Frank Nimsgern, Gregory Gaynor, Adam Holzman, The Supremes, Stefan Raab, Supercharge, Jean Shy, Henrik Freischlader, Layla Zoe und spielt seit 2012 in der europäischen Band von Larry Carlton. Er arbeitet auch gelegentlich mit Cosmo Klein zusammen.
Tourneen führten ihn nach Afrika, Indien, Sibirien, Nordamerika und durch  Europa. Er unterrichtete an diversen Schlagzeugschulen und spielte Musicals u. a. am Staatstheater Saarbrücken. In Köln arbeitet er zudem mit seinem Projekt CosmicSpaceDrift.

## Lexigraphische Einträge
- Martin Kunzler: Jazz-Lexikon. Band 1: A–L (= rororo-Sachbuch. Bd. 16512). 2. Auflage. Rowohlt, Reinbek bei Hamburg 2004, ISBN 3-499-16512-0.